# Трепко Владислав Віталійович
Владисла́в Віта́лійович Трепко́ (нар. 6 червня 1986, Чернівці, Українська РСР — пом. 12 лютого 2015, Дебальцеве, Донецька область, Україна) — український лікар, лейтенант медичної служби, військовий хірург. Лицар ордена «Народний Герой України» (посмертно).

## Життєпис
Народився в Чернівцях у багатодітній родині вчителів. Батько (колишній військовий, викладач фізики) та мати (англійський філолог) на той час вже виховували старших доньку та сина. А згодом у Влада з'явився ще один брат. З дитинства Влад багато читав. По закінченні 1 класу на святі знань у школі розповів замість казки, котру прочитав спеціально до свята, про термоядерний синтез на сонці. Захоплювався музикою, історичною літературою та археологією.
Закінчив школу № 28, з 2001 по 2005 рік навчався у Чернівецькому державному медичному коледжі, потім в Буковинському державному медичному університеті, який закінчив 2011 року. На час АТО проходив інтернатуру хірургічного відділення Чернівецької обласної лікарні, звідки і поїхав на схід, мобілізований у березні 2014 року. У травні надано звання лейтенант. Уже під час військової служби закінчив інтернатуру за спеціальністю хірургія та вступив до магістратури.
Лейтенант медичної служби, ординатор операційно-перев'язочного відділення 30-ї окремої механізованої бригади Владислав Трепко врятував на фронті сотні життів, робив складні операції в польових умовах. Зі своєю бригадою побував у гарячих точках, під обстрілами «Градів» в Тельмановому, у боях під Степанівкою. Під час загострення боїв у районі Дебальцевого наприкінці грудня 2014 офіцер був у відпустці до 15 лютого 2015 року, з фронту зателефонували й попросили повернутися.
Загинув у ніч проти 12 лютого 2015 року під час чергового обстрілу в районі міста Дебальцеве. Тоді Влад ціною свого життя врятував пораненого бійця. Офіцер-хірург у полі під обстрілами запустив серце пораненого, затягнув його у «швидку» й далі надавав медичну допомогу. А коли їхню «швидку» обстріляли, Влад накрив його своїм тілом, але сам зазнав смертельного поранення. Боєць, якого врятував Влад, вижив.
Похований на «Алеї Слави» Центрального цвинтаря Чернівців. Залишилися мати Ніна Миколаївна, батько Віталій Володимирович, двоє братів, сестра, кохана Юлія та донька Вікторія, яка народилася вже після загибелі батька, 21 жовтня 2015 року.

## Нагороди
- Орден Богдана Хмельницького III ступеня (посмертно) (26 лютого 2015) — за особисту мужність і героїзм, виявлені у захисті державного суверенітету та територіальної цілісності України, вірність військовій присязі[1].
- Орден «Народний Герой України» (посмертно)[2].
- Медаль «На славу Чернівців» (посмертно).
- Орден Святого Пантелеймона (2018, посмертно) — відзнака за професіоналізм та милосердя в медицині[3].

## Вшанування пам'яті
У чернівецькій школі № 28 відкрили меморіальну дошку випускникові цієї школи Владиславові Трепку. У цій школі працюють батьки Героя, вчаться двоє його племінників.
У Чернівцях вулицю Боярка перейменували на честь Владислава Трепка.